# Robyn Longhurst
Robyn Longhurst, née le 2 février 1962, est une géographe féministe néo-zélandaise. Depuis 2006, elle est professeure titulaire à l'université de Waikato. Son travail sur le corps en géographie, le concept d'« incarnation » et sur les relations entre l'espace et les personnes est récompensé de nombreux prix.

## Biographie
Robyn Longhurst naît le 2 février 1962. De 1980 à 1984, elle fait des études de géographie à l'université de Waikato. Elle soutient son doctorat en 1996, Geographies that matter: Pregnant bodies in public places (Des géographies qui comptent : Le corps des personnes enceintes dans les lieux publics), toujours à l'université de Waikato. Elle y enseigne, jusqu'à être en 2006 professeure titulaire,,.
Depuis 2015, Robyn Longhurst est vice-chancelière adjointe à l'université de Waikato,. À la suite d'une étude sur la très lente féminisation du corps professoral dans son université et leur présence dans des postes moins bien rémunérés, elle indique vouloir œuvrer contre les obstacles qui limitent les carrières des femmes. 
Elle a été élue un temps à la présidence de la commission Genre et géographie de l'Union géographique internationale, dont elle participe au développement.

### Édition
Robyn Longhurst a été rédactrice en chef de la revue Gender, Place and Culture (en).

## Travaux
Les travaux de Robyn Longhurst portent sur les relations entre les personnes, l'espace et les lieux. Elle s'intéresse à l'échelle du corps, « the geography closest in (la plus petite entité géographique) »,. Pour analyser les différences de traitement des corps dans l'espace public, elle emprunte à la théorie queer pour dépasser la binarité homme/femme. Depuis les années 1990, ses travaux renouvellent la manière dont la géographie traite de ces questions.

### Place des femmes enceintes dans l'espace public

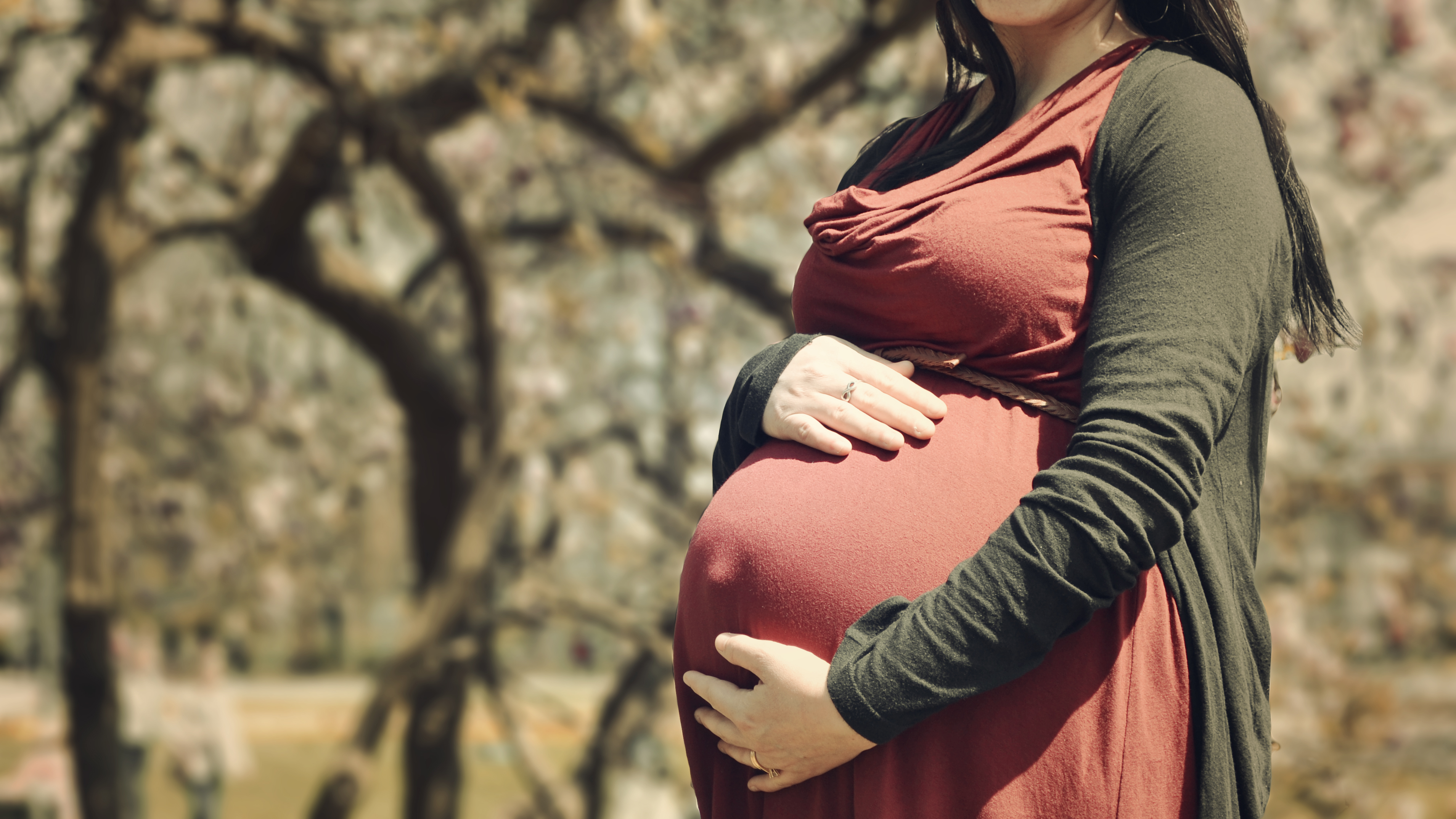
L'étude de Robyn Longhurst met en avant une moindre fréquentation de certains espaces publics par les femmes enceintes. Une des raisons est la vision négative de leurs corps.

Dans sa thèse, elle s'intéresse à la fréquentation des lieux par les femmes enceintes, ainsi que l'accueil qui est fait à ces corps pour réaliser une géographie vécue de la grossesse. Son travail met en avant le fait que les femmes enceintes fréquentent moins certains lieux publics (restaurants, cafés, bars, boîtes de nuit, pubs) et se retirent d'activités publiques comme les emplois rémunérés et le sport. Elle avance deux raisons. D'abord, les corps des femmes enceintes sont vus par la population occidentale comme « suintants » et « laids » : ce sont des corps auxquels il ne faut pas faire confiance dans l'espace public. Ils sont ainsi confinés à certains espaces. Ensuite, les femmes enceintes sont vues comme des êtres émotifs, irrationnels voire « hystériques » où, ici encore, il ne faut pas faire confiance à leur corps dans l'espace public,. Cette étude, qui se centre sur le corps sexué, lui permet d'avancer le concept de « géographie sexuellement incarnée ». Elle s'intéresse ainsi aux espaces sexo-spécifiques en géographie, ce qui est alors une innovation. Elle avance que « in the absence of any particular body being specified, a white, masculine, self-contained body is presumed (en l'absence de spécification d'un corps particulier, un corps blanc, masculin, autonome est présumé) », ses recherches permettent de montrer que l'espace n'est pas neutre et d'explorer autres pistes de ce qu'elle juge des géographies hégémoniques, désincarnées et masculinistes,. Le corps n'est ici pas séparé d'une expérience de l'espace, les corps dans la norme esthétique y étant privilégiés.

### Géographie féministe, production du savoir et concept d'«incarnation»
Elle fait appel à la géographie de la santé, la géographie féministe comme les travaux de Gillian Rose, l'humanisme et la géographie humaine pour avancer sa théorie : une différenciation entre l'esprit et le corps,. L'esprit est vu comme rationnel et lié au masculin, alors que ce qui est lié au corps est perçu comme irrationnel et féminin. Pour elle, cette dichotomie cartésienne traverse toute l'épistémologie de la géographie humaine et donc la production de la connaissance. 
Elle conduit à pousser à la marge certains individus et groupes, comme les femmes considérées trop « liées à leur corps » et, par voie de conséquence, pas capables de raisonner. Pour Robyn Longhurst, le fait de privilégier l'esprit sur le corps est une des raisons pour lesquelles, malgré l'intervention de la géographie féministe, la géographie contemporaine continue d'être un discours largement masculiniste. Pour elle, cette notion de savoir désincarné pousse à la marginalisation des femmes dans la production de connaissances géographiques. 
Elle continue cette exploration du corps dans le livre Space, place, and sex : geographies of sexualities à travers les différentes échelles géographiques. Celles-ci sont vues comme se chevauchant et non comme des barrières. 

### Maternité, corps et frontières
Elle s'intéresse ensuite à la maternité en général,. Elle note combien l'Occident est mal à l'aise avec les fluides corporels ainsi qu'avec les processus par lesquels ils sont émis, du crachat à l'allaitement. Or, le corps des femmes est vu comme franchissant plus facilement ces frontières, avec les règles par exemple, et encore davantage durant la maternité (accouchement, allaitement) où le corps a des limites fluides. Par opposition, les corps masculins sont perçus comme individualisés, comme s'ils avaient le contrôle sur eux. Il s'agit d'un renversement, au Moyen Âge ils sont des présents. Pour Robyn Longhurst c'est le franchissement des frontières du corps qui provoque le malaise.

## Hommages et récompenses
En 2010, elle reçoit la mention de géographe distinguée de Nouvelle-Zélande.
En 2012, remise du prix Janice Monk Service de l'American Association of Geographers.
En 2018, elle est lauréate d'honneur de l'Union géographique internationale pour ses contributions à la géographie du genre, sociale et culturelle ainsi que pour son investissement dans la commission Genre et géographie.
En 2018, Robyn Longhurst est élue membre de la Société royale de Nouvelle-Zélande,.

## Publications

### Ouvrages
- Robyn Longhurst, Bodies : exploring fluid boundaries, Routledge, 2001 (ISBN 978-0-415-18966-8, OCLC 614851228)
- (en) Robyn Longhurst et Lynda Johnston, Space, place, and sex : geographies of sexualities, Rowman & Littlefield, 2010 (ISBN 978-0-7425-6748-1, OCLC 667271414)
- (en) David Bell, Jon Binnie, Ruth Holliday, Robyn Longhurst et Robin Peace, Pleasure zones : bodies, cities, spaces, Syracuse University Press, 2001 (OCLC 46683532)
- Robyn Longhurst, Maternities : gender, bodies and space, Routledge, 2008 (ISBN 978-0-415-36046-3, OCLC 141187922)
- Robyn Longhurst, Skype : bodies, screens, space, 2017 (ISBN 978-1-317-05445-0, OCLC 958480566)

### Articles
- (en) Anoosh Soltani, Lynda Johnston et Robyn Longhurst, « Fashioning hybrid Muslim women’s veiled embodied geographies in Hamilton, Aotearoa New Zealand: #hijabi spaces », Gender, Place & Culture, vol. 29, no 3,‎ 4 mars 2022, p. 393–418 (ISSN 0966-369X et 1360-0524, DOI 10.1080/0966369X.2021.1946487)
- Robyn Longhurst, « Viewpoint : The Body and Geography » [« Point de vue : Le corps et la géographie »], Gender, Place & Culture, vol. 2, no 1,‎ 1er mars 1995, p. 97–106 (ISSN 0966-369X, DOI 10.1080/09663699550022134)

- (en) Robyn Longhurst, Key methods in geography, 2003, « Semi-structured interviews and focus group », p. 143-156
- Robyn Longhurst, Elsie Ho et Lynda Johnston, « Using 'the Body' as an 'Instrument of Research': Kimch'i and Pavlova », Area, vol. 40, no 2,‎ 2008, p. 208–217 (ISSN 0004-0894, lire en ligne, consulté le 29 décembre 2022)
- (en) Julie Brice, Holly Thorpe, Belinda Wheaton et Robyn Longhurst, « Postfeminism, consumption and activewear: Examining women consumers’ relationship with the postfeminine ideal », Journal of Consumer Culture,‎ 11 octobre 2022, p. 146954052211298 (ISSN 1469-5405 et 1741-2900, DOI 10.1177/14695405221129826)